# Thập niên 620
Thập niên 620 hay thập kỷ 620 chỉ đến những năm từ 620 đến 629.